# Mezquita Aljama de Herat
La mezquita Aljama de Herat (مسجد جمعه هرات), también conocida como mezquita del Viernes de Herat, Masjid-i Jami' de Herat, y gran mezquita de Herat, es una mezquita situada en la ciudad de Herat, provincia de Herat, en el noroeste de Afganistán. Fue construida por el famoso sultán gúrida Ghayas-ud-Din Ghori, quien construyó sus cimientos en el año 1200, y posteriormente fue ampliada por varios gobernantes según Herat cambiaba de gobernantes durante los siglos: los timúridas, los safávidas, los mogoles y los uzbekos, todos los cuales apoyaron la mezquita. Aunque muchos azulejos han sido sustituidos durante períodos posteriores, la mezquita adquirió su forma actual durante los últimos años del siglo XV.
Aparte de numerosas pequeñas mezquitas de barrios para oraciones diarias, la mayor parte de las comunidades del mundo islámico tenían una gran mezquita, una mezquita congregacional para los servicios del viernes con un sermón. La mezquita del Viernes no ha sido siempre la mezquita más grande de Herat; en el norte de la ciudad se situaba un complejo mucho más grande, la mezquita y madrasa de Gawharshad, también construida por los timúridas. Sin embargo, estos monumentos fueron dinamitados por oficiales del Ejército Británico de la India en 1885, para evitar su uso como fortaleza si el ejército ruso intentara invadir Afganistán.

## Historia
La Mezquita del Viernes de Herat, la primera mezquita congregacional de la ciudad, se construyó en la parcela de dos templos del fuego zoroastrianos más pequeños que fueron destruidos por un terremoto e incendio. El gobernante gúrida Ghiyas ad-Din Ghori comenzó la construcción de una mezquita en el año 1200, y tras su muerte, el edificio fue continuado por su hermano y sucesor Muhammad de Gur. Esto lo confirma una inscripción en el portal gúrida del este descubierto en 1964 durante una restauración, y el historiador del siglo XVI Khwandamir en su Khulasat al-Akhbar.

### Timúridas
En 1221, Genghis Khan conquistó la provincia, y junto con gran parte de Herat, el pequeño edificio cayó en la ruina. No fue hasta 1245, bajo Shams al-Din Kart cuando se emprendieron proyectos de reconstrucción, y la construcción de la mezquita no comenzó hasta 1306. Sin embargo, un devastador terremoto en 1364 destruyó casi totalmente el edificio, aunque se hicieron algunos intentos de reconstruirlo. Después de 1397, los gobernantes timúridas redirigieron el crecimiento de Herat hacia el norte de la ciudad. Esta suburbanización y la construcción de una nueva mezquita congregacional en la Musalla de Gawhar Shad marcó el final del patrocinio de la Masjid-i Jami por la monarquía. La pequeña mezquita en ruinas fue sustituida con un edificio nuevo con jardines alrededor, que fue completado por Jalal al-Din Firuzshah, uno de los emires más destacados, bajo Shahruj (1405–1444). Se tardó cinco años en completar solo las decoraciones, debido a que el emir llevó trabajadores de todo el imperio. La mezquita recibió una última renovación bajo el Imperio mogol, cuando el príncipe Khurram (Shah Jahan) estaba peleando por el control de la región con las tribus uzbecas.

### SiglosXIXyXX
Poco de la mezquita medieval se conserva en la actualidad, después de que las guerras anglo-afganas destruyeran gran parte de la mezquita. Un proyecto lanzado en 1945 reconstruyó paredes y habitaciones, expandió la parte noreste de la mezquita de una longitud de 101 metros a 121 metros y sustituyó materiales caros de los Imperios medievales timúridas y mogol con materiales baratos locales. En conjunto, las múltiples reconstrucciones y restauraciones de la mezquita han dejado poco original. No obstante, se conserva el portal gúrido con inscripciones, al sur de la entrada principal de la mezquita.
En 2012, unos cincuenta comerciantes afganos prometieron fondos para la renovación de la mezquita.

## Descripción
La mezquita tiene un iwán rectangular tradicional, con tres paredes y un gran patio central. Aún se conserva parte de la decoración original en la parte central, pero la mayoría se ha sustituido.

## Galería de imágenes

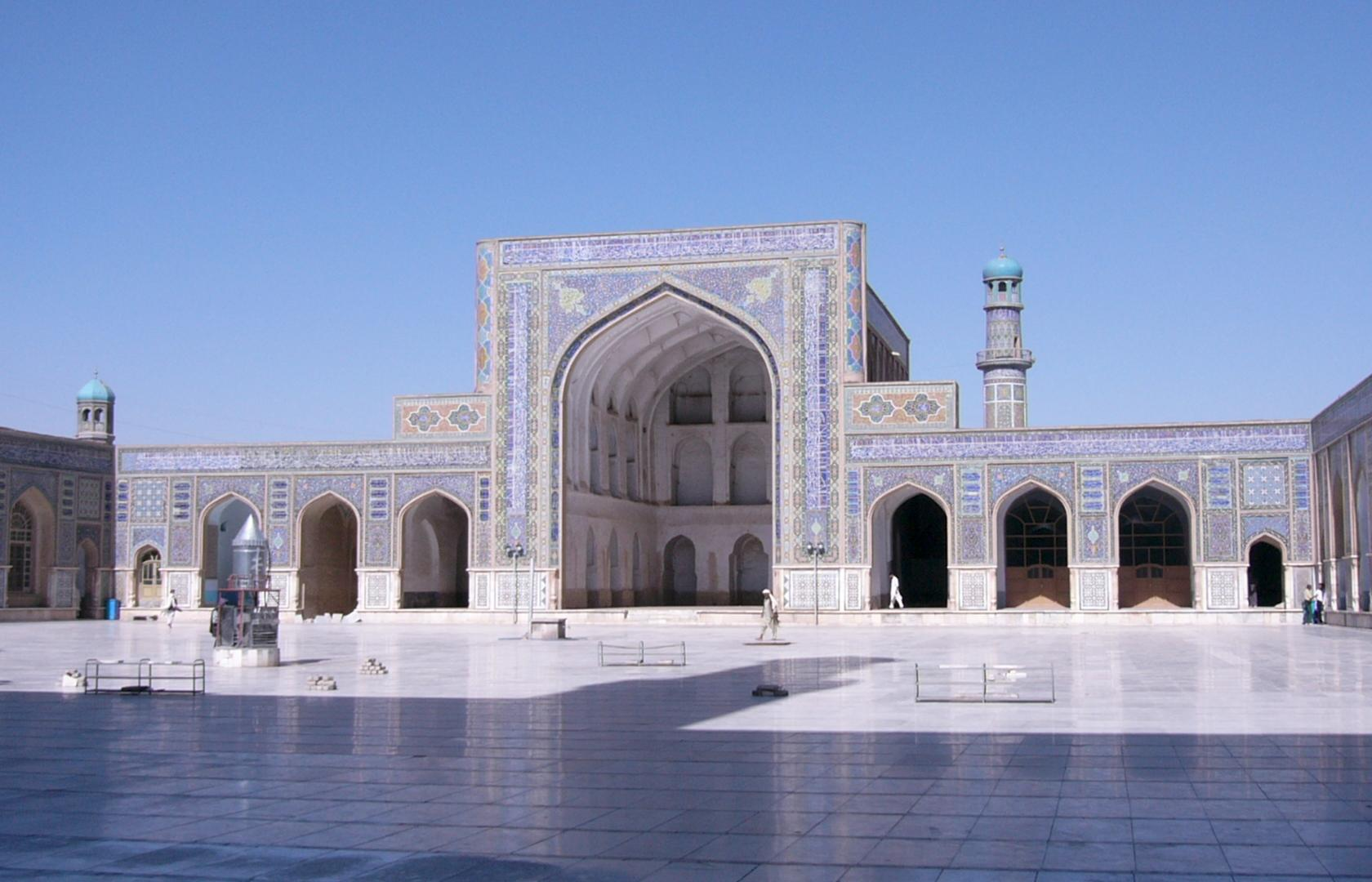
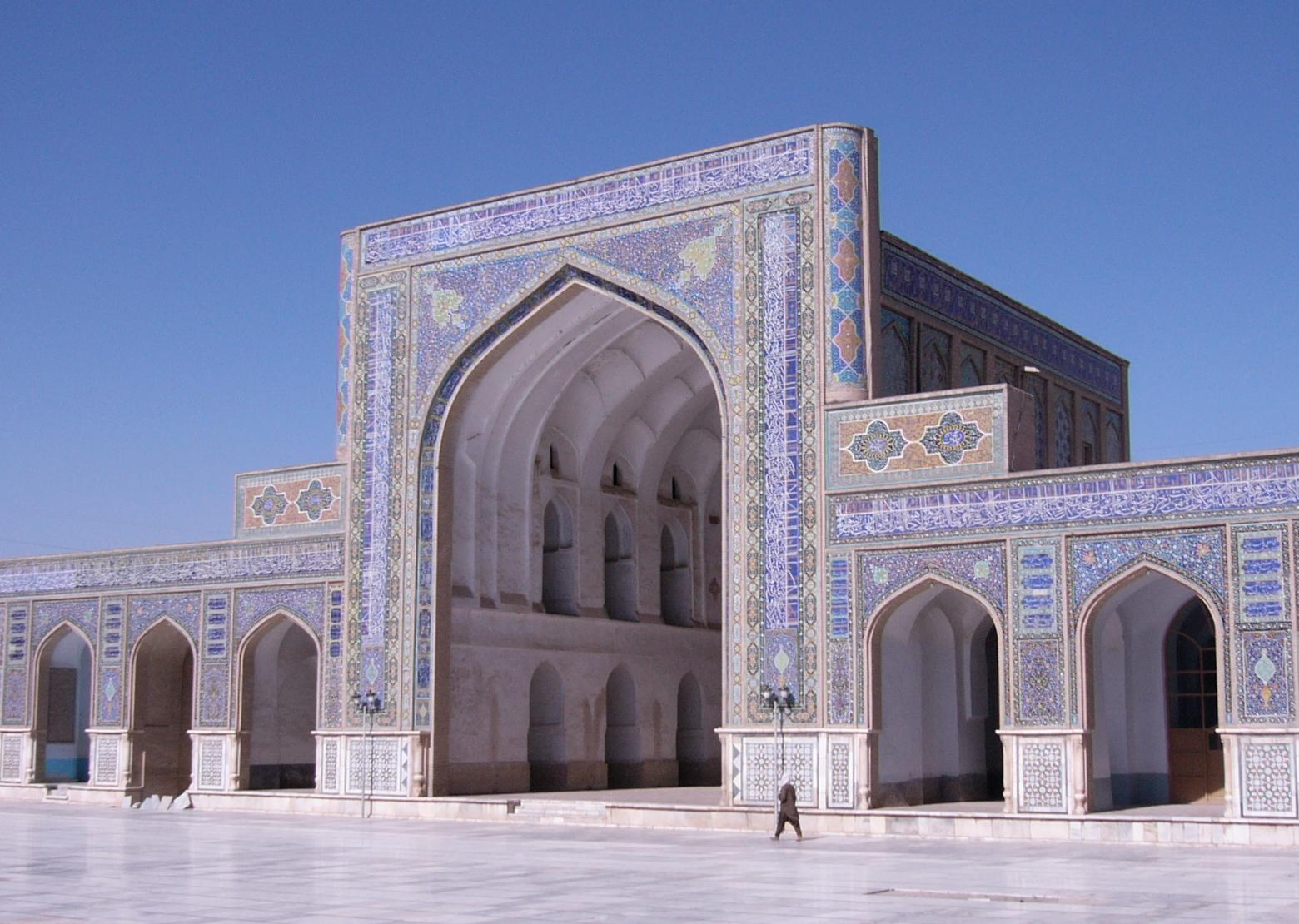
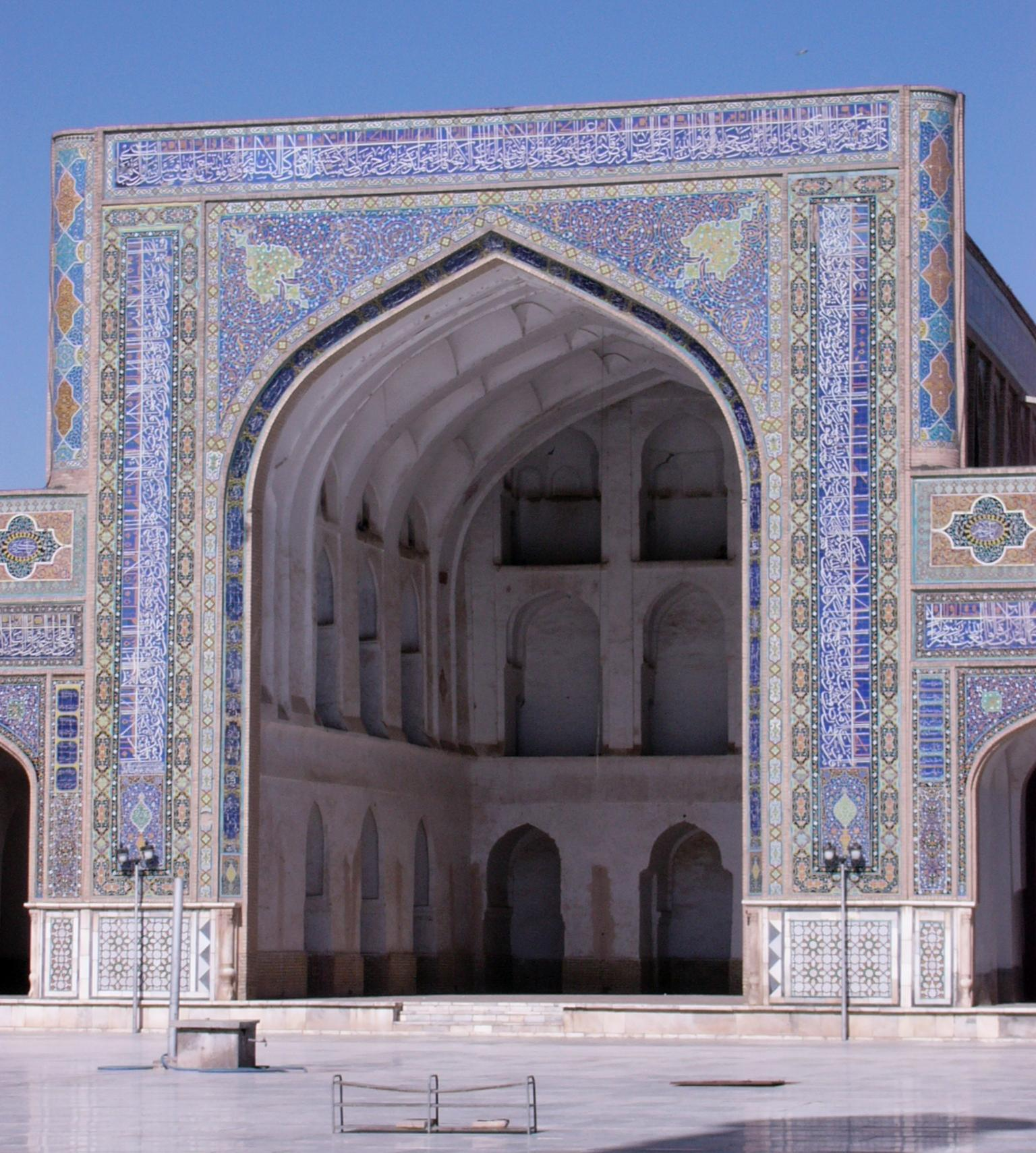
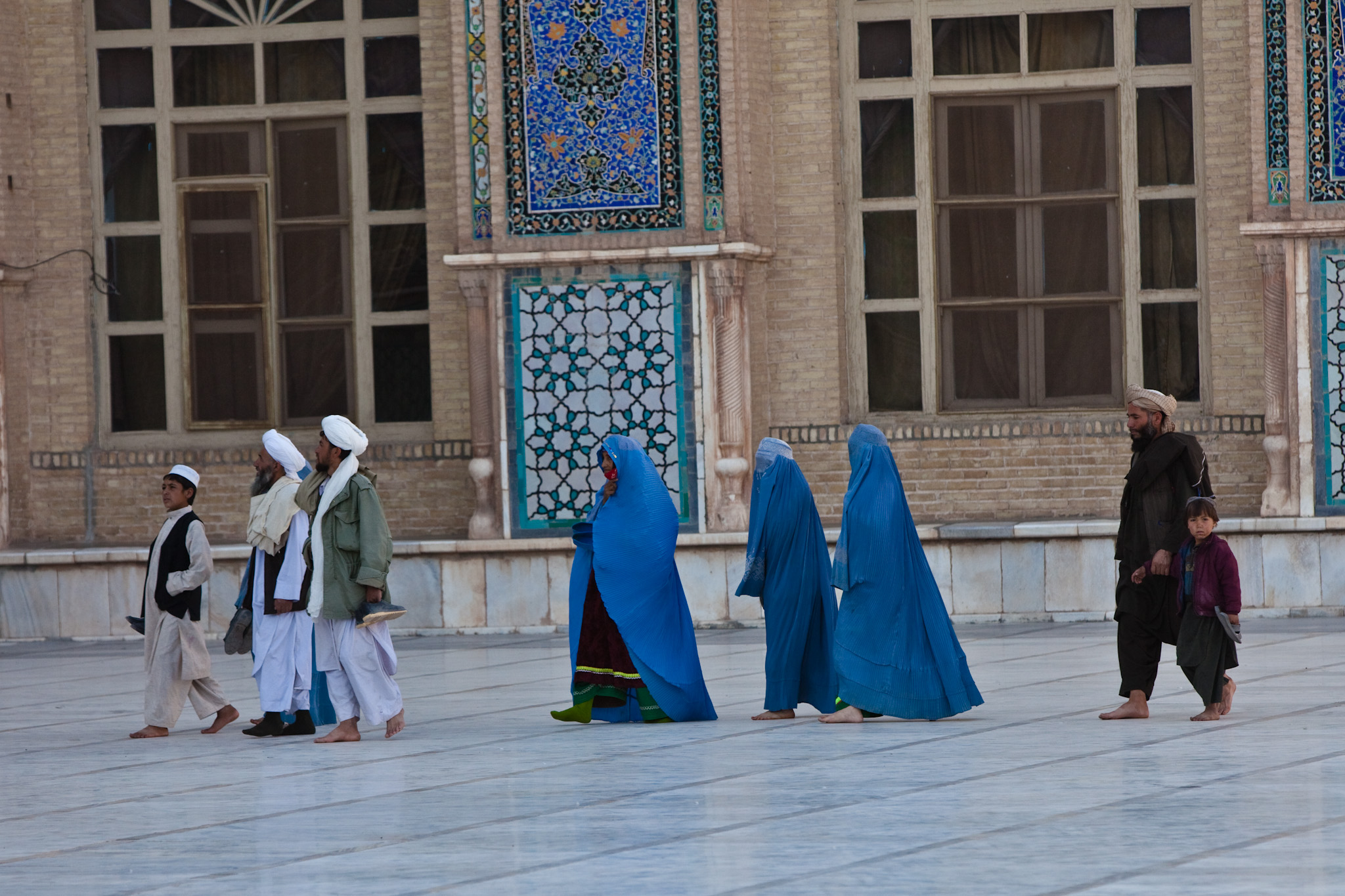
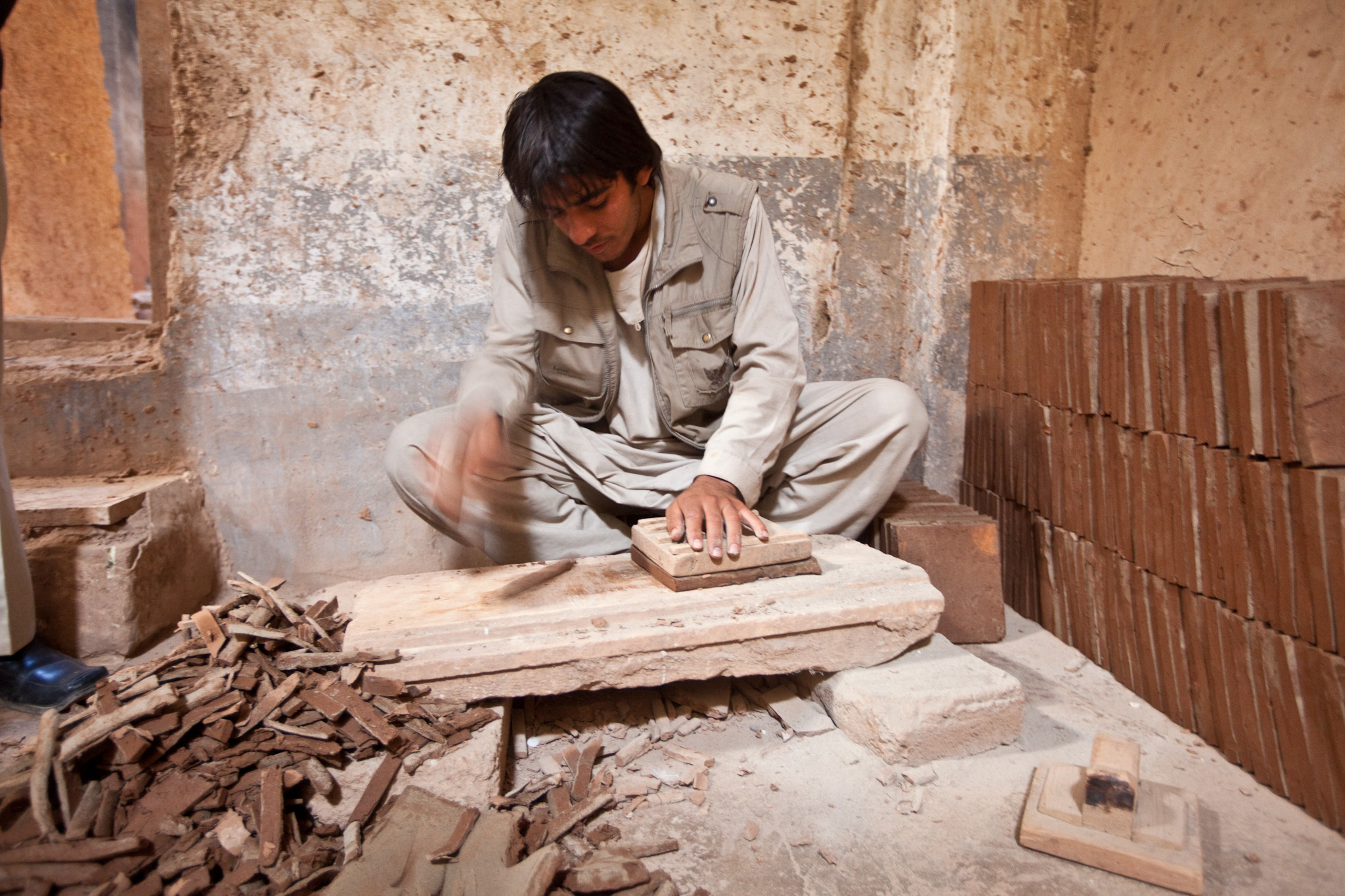
Un trabajador de los mosaicos
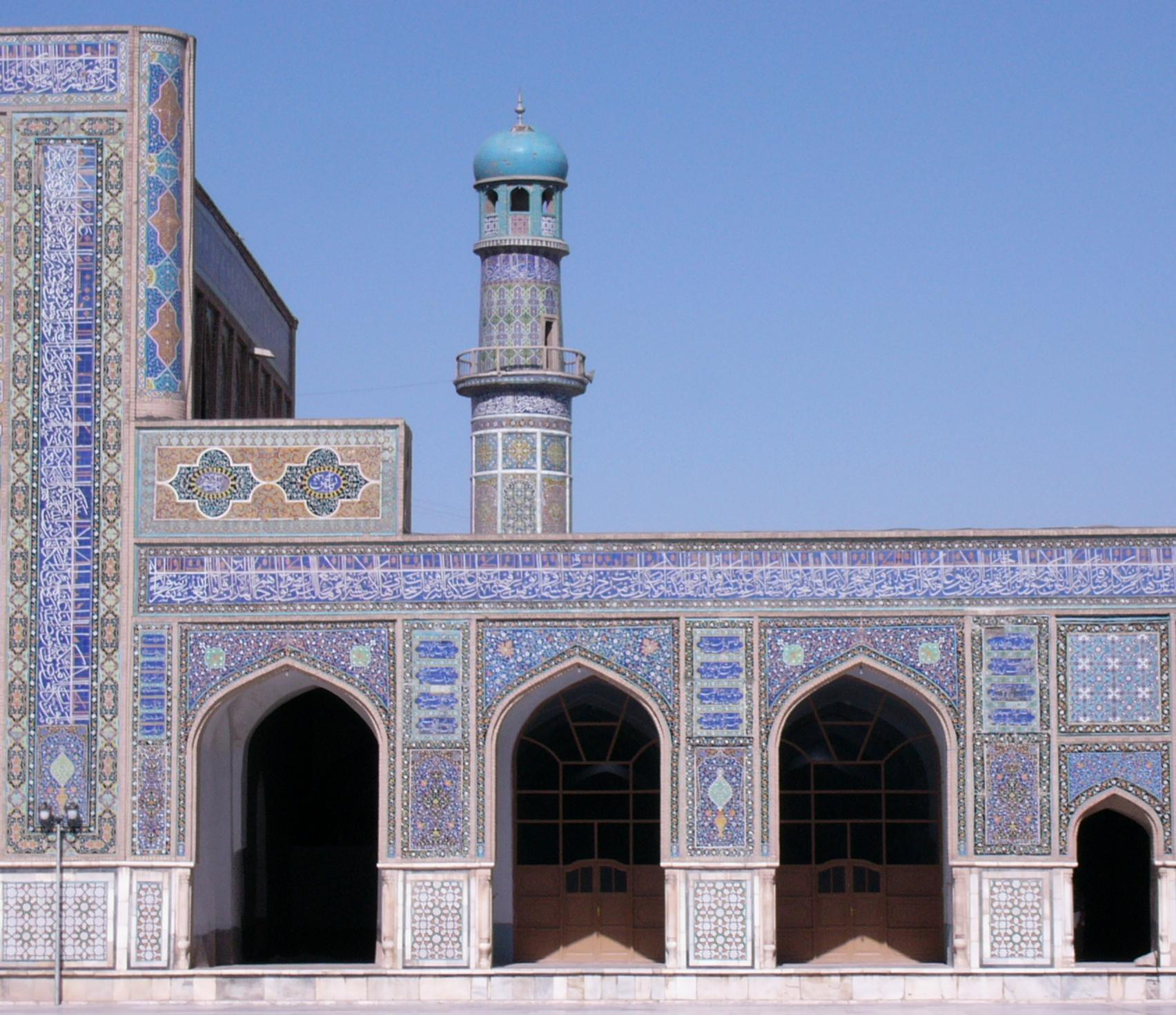
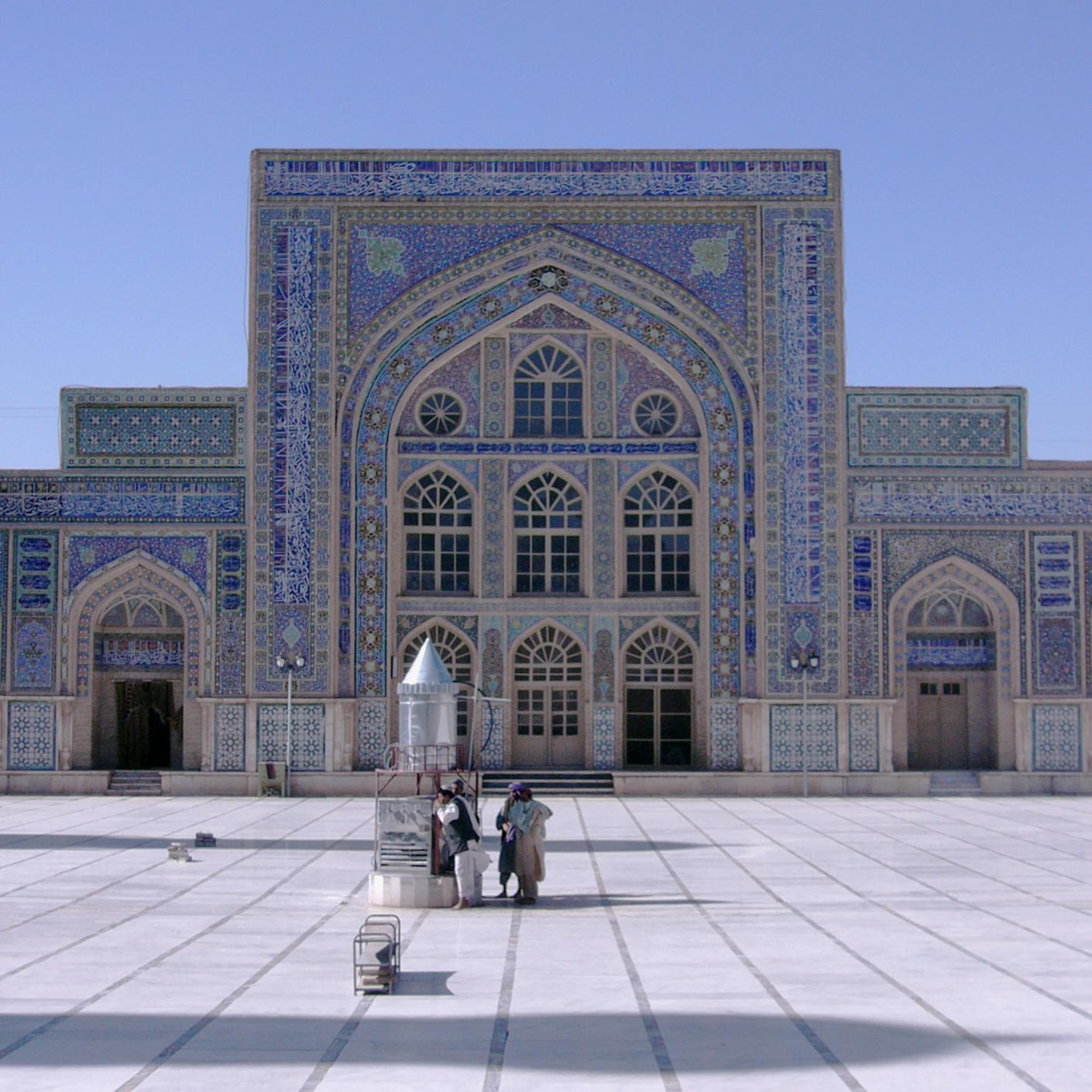
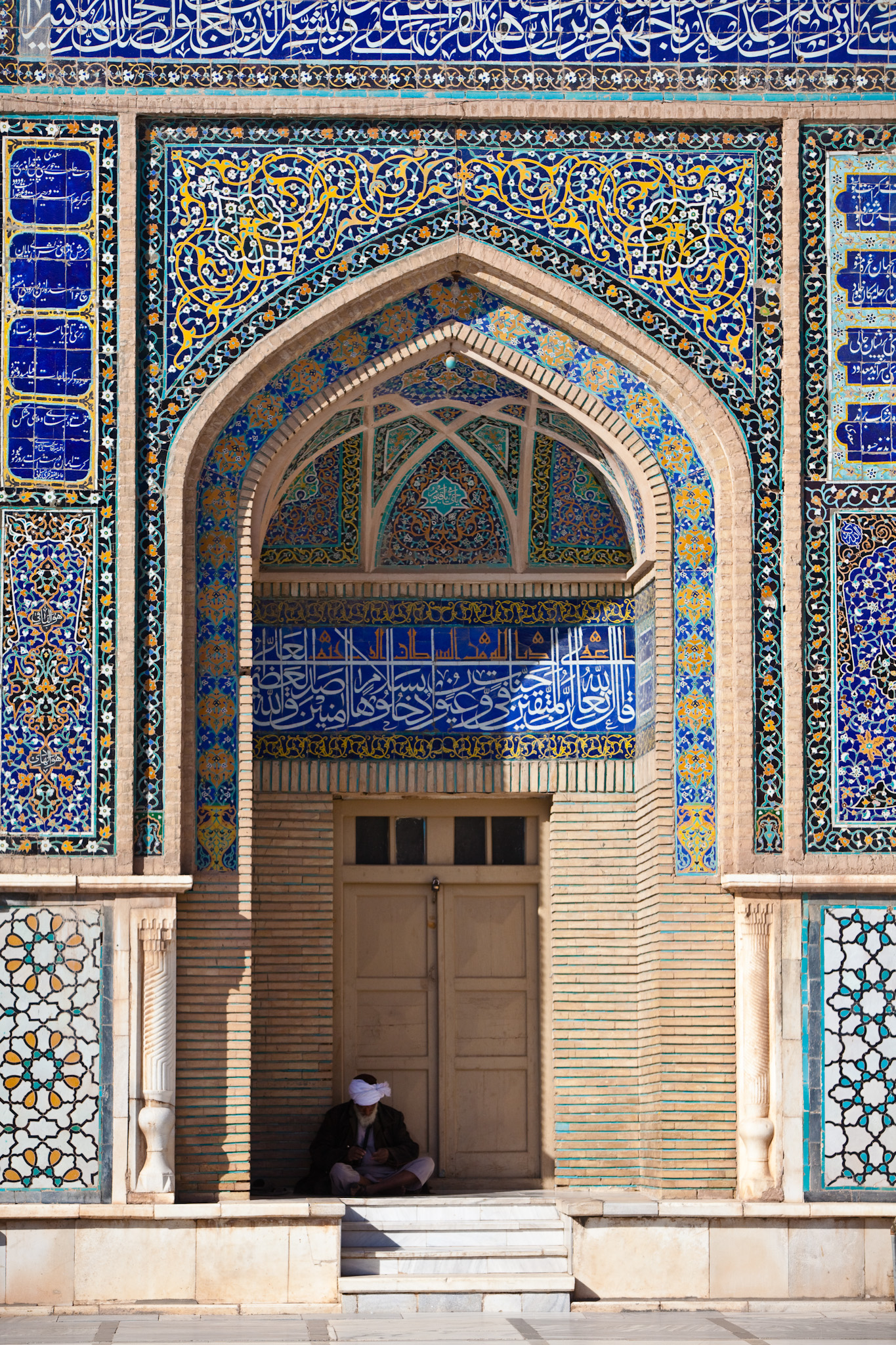
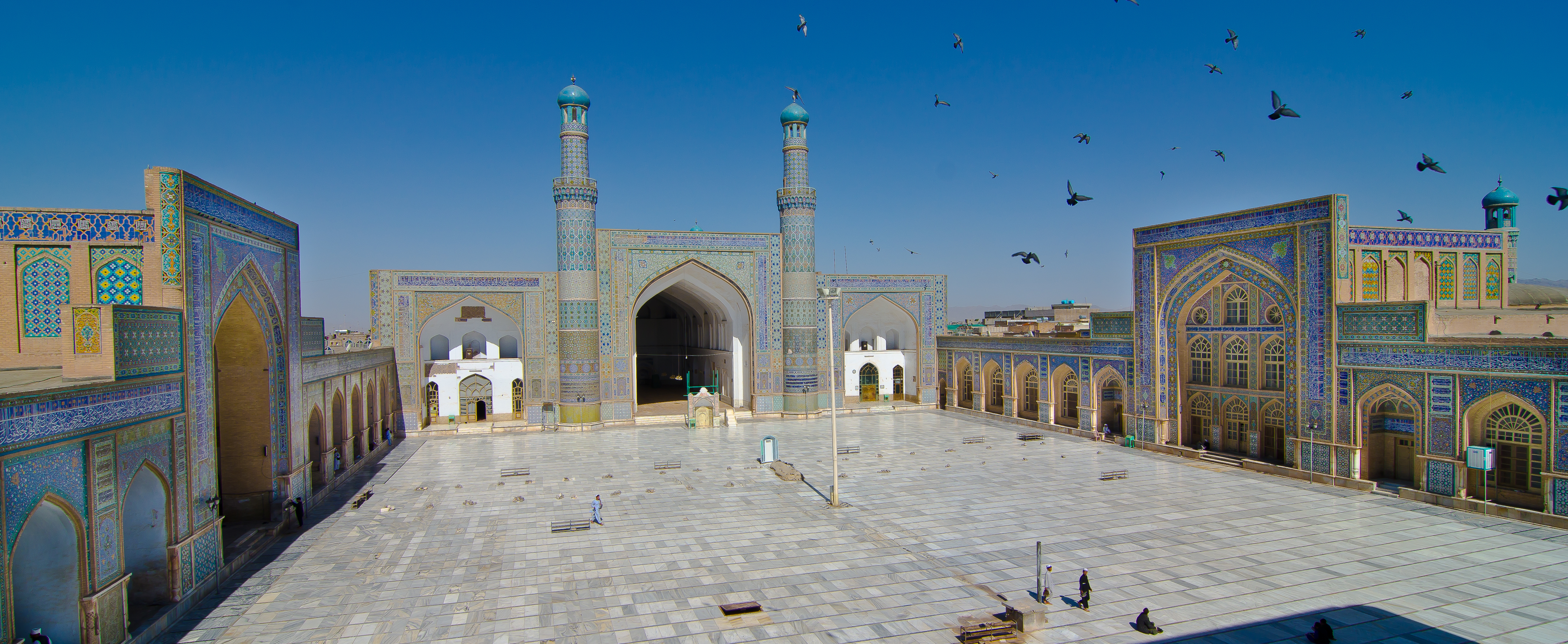
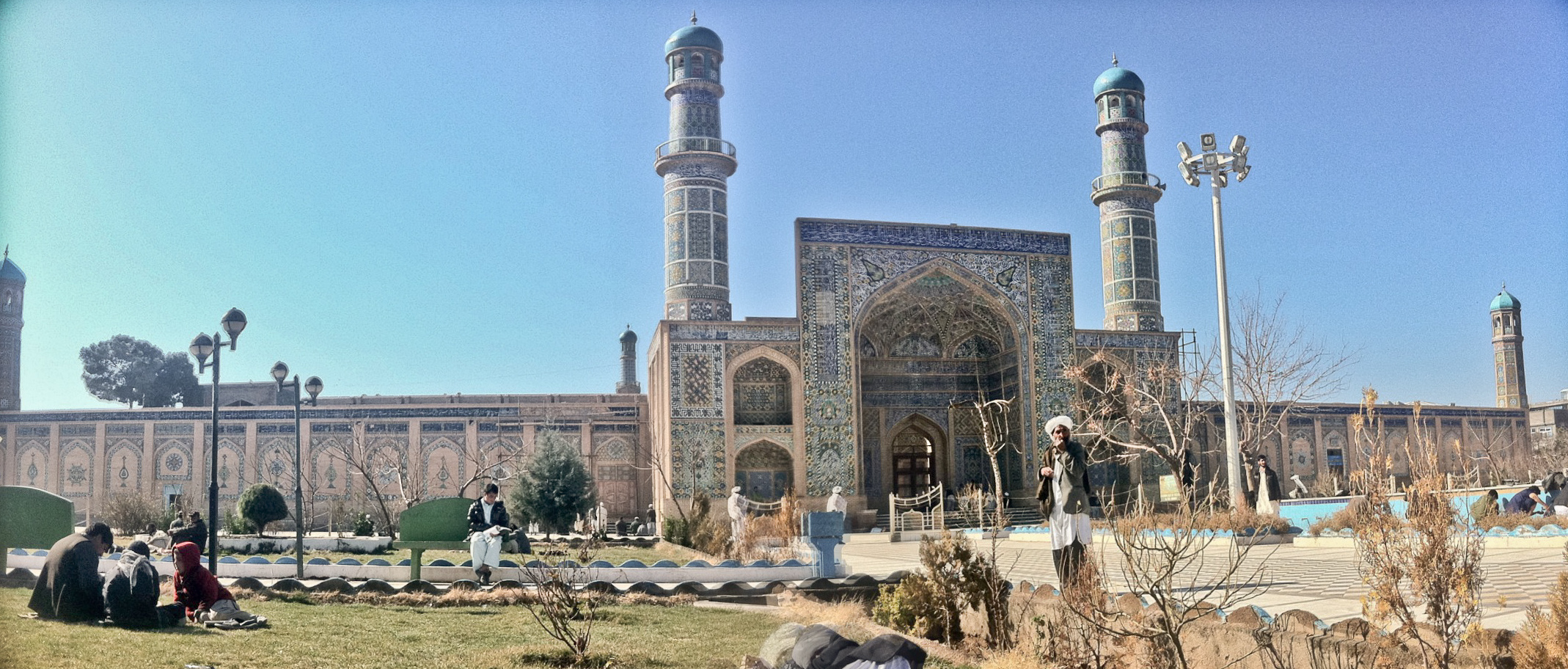